# Stenaphorurella parisi
Stenaphorurella parisi is een springstaartensoort uit de familie van de Tullbergiidae. De wetenschappelijke naam van de soort is voor het eerst geldig gepubliceerd in 1943 door Denis.